# Woronkofski Island
Woronkofski Island is een eiland in de Alexanderarchipel in de Alaska Panhandle in het zuidoosten van Alaska in de Verenigde Staten.

## Geografie
Het eiland heeft een landoppervlak van 59,382 km² en was onbewoond bij de volkstelling van 2000.
Ten noorden van het eiland ligt de Sumner Strait met aan de overzijde Mitkof Island, in het oosten door de Zimovia Strait met aan de overzijde Wrangell Island, in het zuiden door de Chichagof Pass met Etolin Island aan de overkant en in het westen door Stikine Strait met aan de overzijde Zarembo Island. Ten noordoosten van het eiland ligt op ongeveer vijf kilometer afstand de stad Wrangell op Wrangell Island. 

## Geschiedenis
De eerste Europeaan die het eiland zag, was James Johnstone, een officier van George Vancouver tijdens zijn expeditie van 1791-1795 in 1793. Hij bracht alleen de noordkust in kaart, zich niet realiserend dat het een eiland was. Het eiland is vernoemd naar luitenant Woronkovski van de Russische Keizerlijke Marine, die in 1836 de zuidkust van het Alaska-schiereiland verkende; de naam werd in 1848 op een kaart van de Russische Hydrografische Dienst gepubliceerd als "O(strov) Voronkovskiy".